# Kredki Bambino
Kredki „Bambino” – tradycyjne polskie kredki produkowane od 1889 roku przez fabrykę ołówków „Majewski St. i S-ka”. Obecna nazwa fabryki brzmi Fabryka Ołówków „Majewski S.A”, zmiana nastąpiła po prywatyzacji firmy w 1995 roku. Aktualnie jest to jedyna taka fabryka w Polsce, a kredki Bambino od ponad 100 lat są najbardziej znanymi kredkami na rynku. Fabryka mieści się przy ulicy Ołówkowej, nazwanej na cześć firmy.
Na rynku występują świecowe i ołówkowe kredki Bambino.
Kredki Bambino występują również jako kredki trójkątne. Taki kształt kredki umożliwia jej prawidłowe uchwycenie i ułatwia rysowanie. Ołówkowe kredki Bambino produkowane są w standardowych oprawach, czyli o kolorach, w jakich rysują i również z nadrukami z bajek, filmów czy drużyn sportowych:
- Kubusia Puchatka
- Toy Story
- SpongeBob
- Monster High
- Barbie
- Hot Wheels
- Samoloty
- Star Wars: Wojny Klonów
- Max Steel
- FC Barcelona
- Bakugan